# Camptomyia panelii
Camptomyia panelii är en tvåvingeart som beskrevs av Parnell 1971. Camptomyia panelii ingår i släktet Camptomyia och familjen gallmyggor.
Artens utbredningsområde är New York. Inga underarter finns listade i Catalogue of Life.